# Градска општина Барајево
Општина Барајево је градска општина Града Београда.  Заузима површину од 21.312 ha, и у којој према попису из 2011. године живи 27.110 становника. Према подацима са последњег пописа 2022. године у општини је живело 26.431 становника

## Историја
Многобројни извори на територији данашње општине били су предуслов настањивања на овом подручју. По предању у давна времена би речено: „бара је ово“. Тако је настало и до данас остало име Барајево. Насеље се помиње у доба турске управе под именом Барај, а у време аустријске окупације под данашњим именом. Општина Барајево је приступила заједници београдских општина 1955.
Дан и слава општине је 28. август, Велика Госпојина.

## Демографија
Према попису из 2002. године општина Барајево има 24.641 становника. Према проценама их 2005. има 26.449. Само насеље Барајево је 2002. имало 8.325 становника, а према проценама 2005. године има 9.231.

### Кретање броја становника
- 1961: 17.461
- 1971: 16.552
- 1981: 18.815
- 1991: 20.846
- 2002: 24.641
- 2005: 26.449

### Етничка структура
- Срби - 94,5%
- Роми - 0,8%
- Црногорци - 0,7%
- остали

## Насеља
Општина има 13 насеља:
| - Арнајево - Барајево - Баћевац - Бељина | - Бождаревац - Велики Борак - Вранић | - Гунцати - Лисовић - Манић | - Мељак - Рожанци - Шиљаковац |

## Култура
На територији општине Барајево делатност културе обављају више установа.
- Центар за културу
- Библиотека „Јован Дучић”

### Библиотека „Јован Дучић”
Библиотека „Јован Дучић” налази се у централном делу општине Барајево. У насељу Вранић (Барајево) налази се огранак библиотека „Бранко Ћопић”.

### Споменици културе у Барајеву
- Црква брвнара у Вранићу
- Зграда школе у Вранићу
- Надгробни споменик Милисава Чамџије
- Стара школа, Бождаревац
- Кућа породице Јефтић
- Стара механа у Барајеву
- Кућа породице Стевановић
- Црква Св. арханђела Михаила у Бељини
- Црква Свете Тројице у Баћевцу

### Заштићена природна добра у Барајеву
- Споменик природе Три храста лужњака Баре